# Odontocepheus himalayensis
Odontocepheus himalayensis är en kvalsterart som först beskrevs av Durga Charan Mondal och Balsi Chand Kundu 1999.  Odontocepheus himalayensis ingår i släktet Odontocepheus och familjen Carabodidae. Inga underarter finns listade i Catalogue of Life.